# We Are the World
We Are the World is een nummer van de Amerikaanse gelegenheidsformatie USA for Africa. Het verscheen op het gelijknamige album uit 1985 en werd dat jaar eveneens uitgebracht als single. De opbrengsten van de single gingen naar de slachtoffers van de hongersnood in Ethiopië.

## Geschiedenis
Het initiatief voor We Are the World werd genomen door Harry Belafonte. Hij werd geïnspireerd door Band Aid, die aan het eind van 1984 met Do They Know It's Christmas? eveneens geld inzamelden voor de hongersnood. Het nummer werd geschreven door Michael Jackson en Lionel Richie en geproduceerd door Quincy Jones. Op 28 januari 1985 vond de opname van het nummer plaats in de studio van A&M Records.
Op 7 maart 1985 werd We Are the World uitgebracht als single. Het werd een wereldwijde nummer 1-hit: onder andere in de Verenigde Staten, het Verenigd Koninkrijk, Nederland en Vlaanderen bezette het wekenlang de hoogste positie in de hitlijsten. In Nederland was de plaat op vrijdag 22 maart 1985 Veronica Alarmschijf op Hilversum 3 en werd een gigantische hit. De single bereikte in zowel de Nederlandse Top 40 en de Nationale Hitparade de nummer 1-positie.
Het nummer duurt ruim zeven minuten en is daardoor een van de langste nummer 1-hits aller tijden. In 1986 won de single twee Grammy Awards in de categorieën Record of the Year en Song of the Year. Daarnaast won de videoclip, waarin te zien is hoe het nummer werd opgenomen, in 1985 twee MTV Video Music Awards in de categorieën Best Group Video en Viewer's Choice.
In Suriname verscheen een vertaling in het Sranantongo en Nederlands. De single belandde op nummer 1 van de Surinaamse Top 40.

## Meewerkende artiesten
| - Dan Aykroyd - Harry Belafonte - Lindsey Buckingham - Kim Carnes - Ray Charles - Bob Dylan - Sheila E. - Bob Geldof - Daryl Hall - James Ingram - Jackie Jackson - La Toya Jackson - Marlon Jackson | - Michael Jackson - Randy Jackson - Tito Jackson - Al Jarreau - Waylon Jennings - Billy Joel - Cyndi Lauper - Huey Lewis - Kenny Loggins - Bette Midler - Willie Nelson - John Oates | - Jeffrey Osborne - Steve Perry - The Pointer Sisters - Lionel Richie - Smokey Robinson - Kenny Rogers - Diana Ross - Paul Simon - Bruce Springsteen - Tina Turner - Dionne Warwick - Stevie Wonder |

### Chronologisch geordend (in liedvolgorde)
- Lionel Richie (There Comes...)
- Lionel Richie & Stevie Wonder (when the world...)
- Stevie Wonder (there are people dying...)
- Paul Simon (oh, and it's time to lend a hand)
- Paul Simon & Kenny Rogers (the greatest gift of all)
- Kenny Rogers (we can't go on...)
- James Ingram (that someone somewhere...)
- Tina Turner (we are all a part of...)
- Billy Joel (and the truth...)
- Billy Joel & Tina Turner (love is all we need)
- Michael Jackson (We are the world...)
- Diana Ross (there's a choice...)
- Michael Jackson & Diana Ross (It's true we'll make a better day...)
- Dionne Warwick (Well, send them your heart...)
- Dionne Warwick & Willie Nelson (lives will be stronger and free...)
- Willie Nelson (As God has shown us...)
- Al Jarreau (And so we all must lend a helping hand)
- Bruce Springsteen (We are the world...)
- Kenny Loggins (We are the ones to make...)
- Steve Perry (there's a choice we're making...)
- Daryl Hall (Hall & Oates) (it's true we'll make a better day, just you and me)
- Michael Jackson (when you're down and out...)
- Huey Lewis (but if you just believe...)
- Cyndi Lauper (well, let's realise that a change...)
- Kim Carnes (When we)
- Kim Carnes & Huey Lewis (stand together as one)
- (1 1/2 Refreinen ALLE)
- Bob Dylan (there's a choice we're making)
- (1 Refrein ALLE)
- Ray Charles (there's a choice we're making...)
- Stevie Wonder & Bruce Springsteen (We are the world...)
- Stevie Wonder (there's a choice we're making...)
- Bruce Springsteen (there's a choice we're making...)
- Stevie Wonder & Bruce Springsteen (it's true, we'll make a better day)
- Refreinen...
- James Ingram (We are the world)
- Ray Charles (there's a choice we're making)

### Muzikanten
- Michael Boddicker (synthesizers)
- Paulinho da Costa (percussie)
- Louis Johnson (bassist)
- Michael Omartian (keyboards)
- Greg Phillinganes (keyboards)
- David Paich (keyboards)
- Steve Porcaro (synthesizers)
- John Robinson (drummer)
- Quincy Jones (dirigent)

## Versie uit 2010
In 2010 werd het nummer opnieuw in het Engels en in het Spaans uitgebracht voor de slachtoffers van de aardbeving in Haïti onder de titel We Are the World 25 for Haiti. Onder andere Justin Bieber en Janet Jackson zongen deze keer mee. Van Michael Jackson werden opnames uit 1985 gebruikt. De Spaanse versie van het nummer heet Somos el Mundo.

## Hitnoteringen

### Nederlandse Top 40
| Hitnotering: 30-03-1985 t/m 13-07-1985 | Hitnotering: 30-03-1985 t/m 13-07-1985 | Hitnotering: 30-03-1985 t/m 13-07-1985 | Hitnotering: 30-03-1985 t/m 13-07-1985 | Hitnotering: 30-03-1985 t/m 13-07-1985 | Hitnotering: 30-03-1985 t/m 13-07-1985 | Hitnotering: 30-03-1985 t/m 13-07-1985 | Hitnotering: 30-03-1985 t/m 13-07-1985 | Hitnotering: 30-03-1985 t/m 13-07-1985 | Hitnotering: 30-03-1985 t/m 13-07-1985 | Hitnotering: 30-03-1985 t/m 13-07-1985 | Hitnotering: 30-03-1985 t/m 13-07-1985 | Hitnotering: 30-03-1985 t/m 13-07-1985 | Hitnotering: 30-03-1985 t/m 13-07-1985 | Hitnotering: 30-03-1985 t/m 13-07-1985 | Hitnotering: 30-03-1985 t/m 13-07-1985 | Hitnotering: 30-03-1985 t/m 13-07-1985 | Hitnotering: 30-03-1985 t/m 13-07-1985 |
| Week                                   | 1                                      | 2                                      | 3                                      | 4                                      | 5                                      | 6                                      | 7                                      | 8                                      | 9                                      | 10                                     | 11                                     | 12                                     | 13                                     | 14                                     | 15                                     | 16                                     |                                        |
| -------------------------------------- | -------------------------------------- | -------------------------------------- | -------------------------------------- | -------------------------------------- | -------------------------------------- | -------------------------------------- | -------------------------------------- | -------------------------------------- | -------------------------------------- | -------------------------------------- | -------------------------------------- | -------------------------------------- | -------------------------------------- | -------------------------------------- | -------------------------------------- | -------------------------------------- | -------------------------------------- |
| Positie                                | 15                                     | 7                                      | 3                                      | 1                                      | 1                                      | 1                                      | 1                                      | 1                                      | 1                                      | 2                                      | 3                                      | 4                                      | 9                                      | 15                                     | 27                                     | 36                                     | uit                                    |

### Nationale Hitparade/Mega Top 50
| Hitnotering week 1 t/m 16: 30-03-1985 t/m 13-07-1985 Hitnotering week 17 t/m 18: 11-07-2009 t/m 18-07-2009 Hitnotering week 19: 29-12-2018 Hitnotering week 20: 02-01-2021 Hitnotering week 21: 01-01-2022 Hitnotering week 22: 31-12-2022 | Hitnotering week 1 t/m 16: 30-03-1985 t/m 13-07-1985 Hitnotering week 17 t/m 18: 11-07-2009 t/m 18-07-2009 Hitnotering week 19: 29-12-2018 Hitnotering week 20: 02-01-2021 Hitnotering week 21: 01-01-2022 Hitnotering week 22: 31-12-2022 | Hitnotering week 1 t/m 16: 30-03-1985 t/m 13-07-1985 Hitnotering week 17 t/m 18: 11-07-2009 t/m 18-07-2009 Hitnotering week 19: 29-12-2018 Hitnotering week 20: 02-01-2021 Hitnotering week 21: 01-01-2022 Hitnotering week 22: 31-12-2022 | Hitnotering week 1 t/m 16: 30-03-1985 t/m 13-07-1985 Hitnotering week 17 t/m 18: 11-07-2009 t/m 18-07-2009 Hitnotering week 19: 29-12-2018 Hitnotering week 20: 02-01-2021 Hitnotering week 21: 01-01-2022 Hitnotering week 22: 31-12-2022 | Hitnotering week 1 t/m 16: 30-03-1985 t/m 13-07-1985 Hitnotering week 17 t/m 18: 11-07-2009 t/m 18-07-2009 Hitnotering week 19: 29-12-2018 Hitnotering week 20: 02-01-2021 Hitnotering week 21: 01-01-2022 Hitnotering week 22: 31-12-2022 | Hitnotering week 1 t/m 16: 30-03-1985 t/m 13-07-1985 Hitnotering week 17 t/m 18: 11-07-2009 t/m 18-07-2009 Hitnotering week 19: 29-12-2018 Hitnotering week 20: 02-01-2021 Hitnotering week 21: 01-01-2022 Hitnotering week 22: 31-12-2022 | Hitnotering week 1 t/m 16: 30-03-1985 t/m 13-07-1985 Hitnotering week 17 t/m 18: 11-07-2009 t/m 18-07-2009 Hitnotering week 19: 29-12-2018 Hitnotering week 20: 02-01-2021 Hitnotering week 21: 01-01-2022 Hitnotering week 22: 31-12-2022 | Hitnotering week 1 t/m 16: 30-03-1985 t/m 13-07-1985 Hitnotering week 17 t/m 18: 11-07-2009 t/m 18-07-2009 Hitnotering week 19: 29-12-2018 Hitnotering week 20: 02-01-2021 Hitnotering week 21: 01-01-2022 Hitnotering week 22: 31-12-2022 | Hitnotering week 1 t/m 16: 30-03-1985 t/m 13-07-1985 Hitnotering week 17 t/m 18: 11-07-2009 t/m 18-07-2009 Hitnotering week 19: 29-12-2018 Hitnotering week 20: 02-01-2021 Hitnotering week 21: 01-01-2022 Hitnotering week 22: 31-12-2022 | Hitnotering week 1 t/m 16: 30-03-1985 t/m 13-07-1985 Hitnotering week 17 t/m 18: 11-07-2009 t/m 18-07-2009 Hitnotering week 19: 29-12-2018 Hitnotering week 20: 02-01-2021 Hitnotering week 21: 01-01-2022 Hitnotering week 22: 31-12-2022 | Hitnotering week 1 t/m 16: 30-03-1985 t/m 13-07-1985 Hitnotering week 17 t/m 18: 11-07-2009 t/m 18-07-2009 Hitnotering week 19: 29-12-2018 Hitnotering week 20: 02-01-2021 Hitnotering week 21: 01-01-2022 Hitnotering week 22: 31-12-2022 | Hitnotering week 1 t/m 16: 30-03-1985 t/m 13-07-1985 Hitnotering week 17 t/m 18: 11-07-2009 t/m 18-07-2009 Hitnotering week 19: 29-12-2018 Hitnotering week 20: 02-01-2021 Hitnotering week 21: 01-01-2022 Hitnotering week 22: 31-12-2022 | Hitnotering week 1 t/m 16: 30-03-1985 t/m 13-07-1985 Hitnotering week 17 t/m 18: 11-07-2009 t/m 18-07-2009 Hitnotering week 19: 29-12-2018 Hitnotering week 20: 02-01-2021 Hitnotering week 21: 01-01-2022 Hitnotering week 22: 31-12-2022 | Hitnotering week 1 t/m 16: 30-03-1985 t/m 13-07-1985 Hitnotering week 17 t/m 18: 11-07-2009 t/m 18-07-2009 Hitnotering week 19: 29-12-2018 Hitnotering week 20: 02-01-2021 Hitnotering week 21: 01-01-2022 Hitnotering week 22: 31-12-2022 | Hitnotering week 1 t/m 16: 30-03-1985 t/m 13-07-1985 Hitnotering week 17 t/m 18: 11-07-2009 t/m 18-07-2009 Hitnotering week 19: 29-12-2018 Hitnotering week 20: 02-01-2021 Hitnotering week 21: 01-01-2022 Hitnotering week 22: 31-12-2022 | Hitnotering week 1 t/m 16: 30-03-1985 t/m 13-07-1985 Hitnotering week 17 t/m 18: 11-07-2009 t/m 18-07-2009 Hitnotering week 19: 29-12-2018 Hitnotering week 20: 02-01-2021 Hitnotering week 21: 01-01-2022 Hitnotering week 22: 31-12-2022 | Hitnotering week 1 t/m 16: 30-03-1985 t/m 13-07-1985 Hitnotering week 17 t/m 18: 11-07-2009 t/m 18-07-2009 Hitnotering week 19: 29-12-2018 Hitnotering week 20: 02-01-2021 Hitnotering week 21: 01-01-2022 Hitnotering week 22: 31-12-2022 | Hitnotering week 1 t/m 16: 30-03-1985 t/m 13-07-1985 Hitnotering week 17 t/m 18: 11-07-2009 t/m 18-07-2009 Hitnotering week 19: 29-12-2018 Hitnotering week 20: 02-01-2021 Hitnotering week 21: 01-01-2022 Hitnotering week 22: 31-12-2022 | Hitnotering week 1 t/m 16: 30-03-1985 t/m 13-07-1985 Hitnotering week 17 t/m 18: 11-07-2009 t/m 18-07-2009 Hitnotering week 19: 29-12-2018 Hitnotering week 20: 02-01-2021 Hitnotering week 21: 01-01-2022 Hitnotering week 22: 31-12-2022 | Hitnotering week 1 t/m 16: 30-03-1985 t/m 13-07-1985 Hitnotering week 17 t/m 18: 11-07-2009 t/m 18-07-2009 Hitnotering week 19: 29-12-2018 Hitnotering week 20: 02-01-2021 Hitnotering week 21: 01-01-2022 Hitnotering week 22: 31-12-2022 | Hitnotering week 1 t/m 16: 30-03-1985 t/m 13-07-1985 Hitnotering week 17 t/m 18: 11-07-2009 t/m 18-07-2009 Hitnotering week 19: 29-12-2018 Hitnotering week 20: 02-01-2021 Hitnotering week 21: 01-01-2022 Hitnotering week 22: 31-12-2022 | Hitnotering week 1 t/m 16: 30-03-1985 t/m 13-07-1985 Hitnotering week 17 t/m 18: 11-07-2009 t/m 18-07-2009 Hitnotering week 19: 29-12-2018 Hitnotering week 20: 02-01-2021 Hitnotering week 21: 01-01-2022 Hitnotering week 22: 31-12-2022 | Hitnotering week 1 t/m 16: 30-03-1985 t/m 13-07-1985 Hitnotering week 17 t/m 18: 11-07-2009 t/m 18-07-2009 Hitnotering week 19: 29-12-2018 Hitnotering week 20: 02-01-2021 Hitnotering week 21: 01-01-2022 Hitnotering week 22: 31-12-2022 | Hitnotering week 1 t/m 16: 30-03-1985 t/m 13-07-1985 Hitnotering week 17 t/m 18: 11-07-2009 t/m 18-07-2009 Hitnotering week 19: 29-12-2018 Hitnotering week 20: 02-01-2021 Hitnotering week 21: 01-01-2022 Hitnotering week 22: 31-12-2022 | Hitnotering week 1 t/m 16: 30-03-1985 t/m 13-07-1985 Hitnotering week 17 t/m 18: 11-07-2009 t/m 18-07-2009 Hitnotering week 19: 29-12-2018 Hitnotering week 20: 02-01-2021 Hitnotering week 21: 01-01-2022 Hitnotering week 22: 31-12-2022 | Hitnotering week 1 t/m 16: 30-03-1985 t/m 13-07-1985 Hitnotering week 17 t/m 18: 11-07-2009 t/m 18-07-2009 Hitnotering week 19: 29-12-2018 Hitnotering week 20: 02-01-2021 Hitnotering week 21: 01-01-2022 Hitnotering week 22: 31-12-2022 | Hitnotering week 1 t/m 16: 30-03-1985 t/m 13-07-1985 Hitnotering week 17 t/m 18: 11-07-2009 t/m 18-07-2009 Hitnotering week 19: 29-12-2018 Hitnotering week 20: 02-01-2021 Hitnotering week 21: 01-01-2022 Hitnotering week 22: 31-12-2022 | Hitnotering week 1 t/m 16: 30-03-1985 t/m 13-07-1985 Hitnotering week 17 t/m 18: 11-07-2009 t/m 18-07-2009 Hitnotering week 19: 29-12-2018 Hitnotering week 20: 02-01-2021 Hitnotering week 21: 01-01-2022 Hitnotering week 22: 31-12-2022 | Hitnotering week 1 t/m 16: 30-03-1985 t/m 13-07-1985 Hitnotering week 17 t/m 18: 11-07-2009 t/m 18-07-2009 Hitnotering week 19: 29-12-2018 Hitnotering week 20: 02-01-2021 Hitnotering week 21: 01-01-2022 Hitnotering week 22: 31-12-2022 |
| Week | 1 | 2 | 3 | 4 | 5 | 6 | 7 | 8 | 9 | 10 | 11 | 12 | 13 | 14 | 15 | 16 | | 17 | 18 | | 19 | | 20 | | 21 | | 22 | |
| --- | --- | --- | --- | --- | --- | --- | --- | --- | --- | --- | --- | --- | --- | --- | --- | --- | --- | --- | --- | --- | --- | --- | --- | --- | --- | --- | --- | --- |
| Positie | 11 | 1 | 1 | 1 | 1 | 1 | 1 | 1 | 1 | 1 | 5 | 8 | 16 | 18 | 45 | 50 | uit | 64 | 50 | uit | 97 | uit | 81 | uit | 100 | uit | 78 | uit |

### NPO Radio 2 Top 2000
| Nummer met noteringen in de NPO Radio 2 Top 2000 | '99 | '00 | '01 | '02 | '03  | '04  | '05  | '06  | '07  | '08  | '09  | '10  | '11  | '12  | '13  | '14  | '15  | '16  | '17  | '18  | '19  | '20-'23 | '24  |
| ------------------------------------------------ | --- | --- | --- | --- | ---- | ---- | ---- | ---- | ---- | ---- | ---- | ---- | ---- | ---- | ---- | ---- | ---- | ---- | ---- | ---- | ---- | ------- | ---- |
| We Are the World                                 | 336 | 774 | 631 | 975 | 1252 | 1107 | 1671 | 1821 | 1770 | 1481 | 1518 | 1499 | 1802 | 1726 | 1568 | 1739 | 1585 | 1767 | 1986 | 1717 | 1743 | -       | 1680 |

1. ↑  Een '-' betekent dat het nummer niet was genoteerd en een vetgedrukt getal geeft de hoogste notering aan.